# كنيسة المسيح الضابط الكل (نيسيبار)

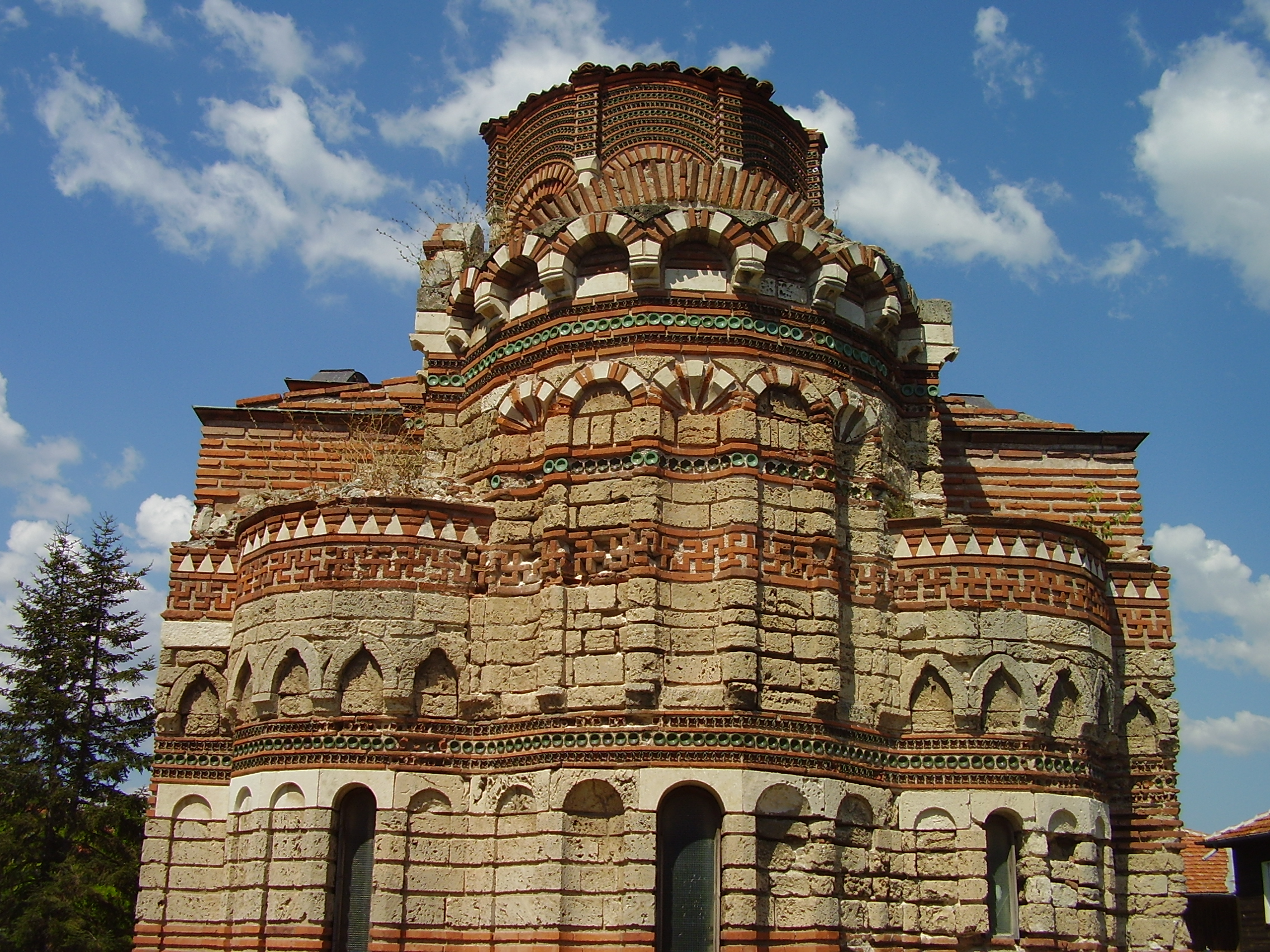
منظر للمحراب المزخرف من الجهة الشرقية

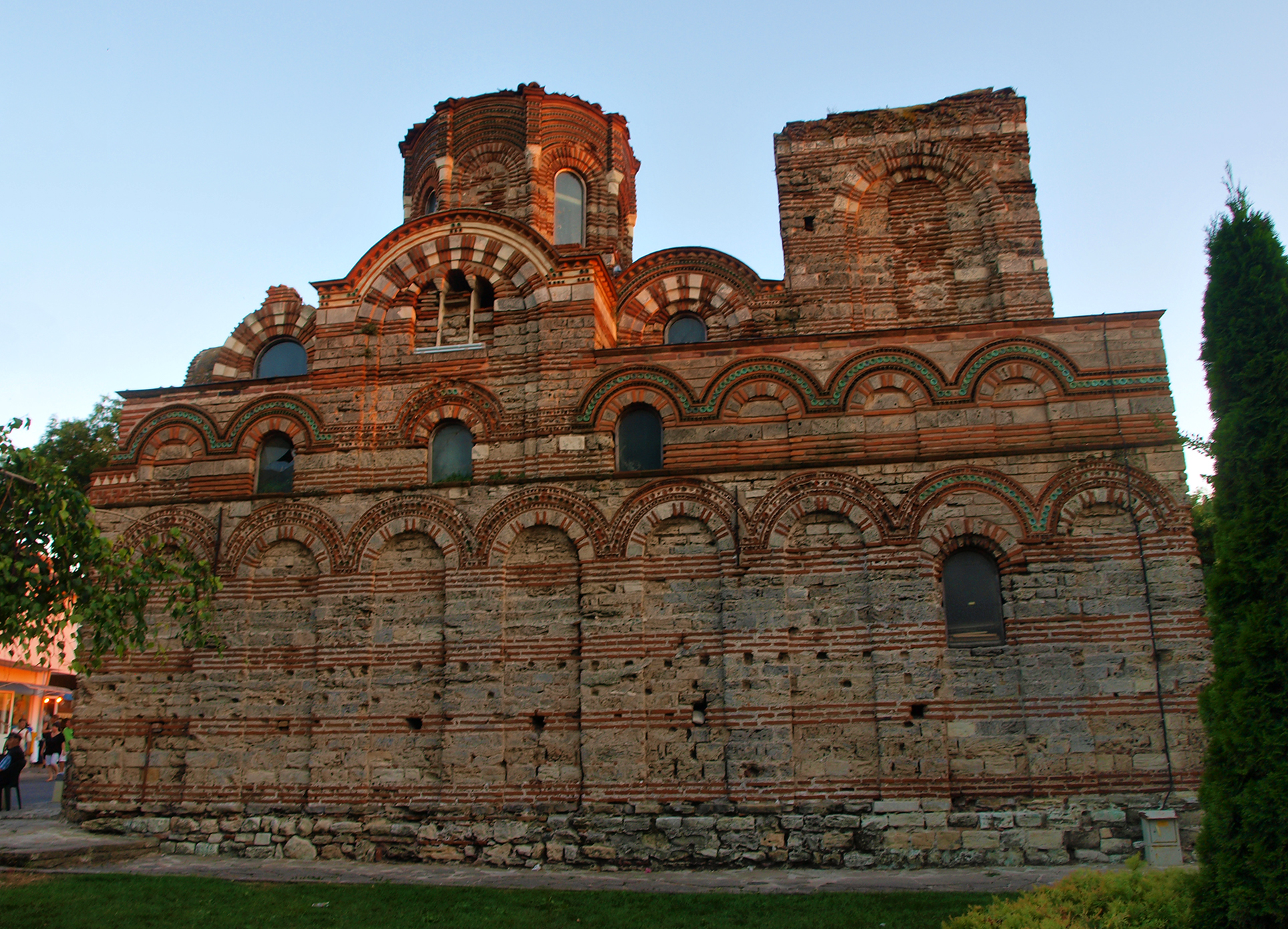
الواجهة الشمالية

كنيسة المسيح الضابط الكل ((بالبلغارية: църква „Христос Пантократор“)‏, tsarkva "Hristos Pantokrator" أو църква "Христос Вседържател", tsarkva "Hristos Vsedarzhatel"، يونانية: Ναός Χριστού Παντοκράτωρος) هي كنيسة أرثوذكسية شرقية في مدينية نيسيبار في شرق بلغاريا (ميسيمبريا سابقا) على ساحل البحر الأسود في بمحافظة بورغاس. الكنيسة جزء من  موقع اليونسكو للتراث العالمي بلدة نيسيبار القديمة. تم بناء كنيسة المسيح الضابط الكل في القرنين الثالث عشر والرابع عشر، وتشتهر بزخارفها الخارجية الفخمة. تستخدم الكنيسة اليوم كمعرض فني، وهي سليمة إلى حد كبير ومن بين أكثر الكنائس من العصور الوسطى صونا في بلغاريا.

## التاريخ
عادة تؤرخ كنيسة المسيح الضابط الكل إلى أواخر القرن 13 أو أوائل القرن 14. أما الباحث في جامعة بنسلفانيا روبرت أوسترهاوت، فيقدر البناء بمنتصف القرن 14. يعزو المؤلف جوناثان باوسفيلد بناء الكنيسة إلى زمن حكم القيصر البلغاري إيفان ألكسندر (حكم بين 1331-1371), على الرغم من أن السيطرة على نيسيبار تغيرت عدة مرات بين الإمبراطورية البلغارية الثانية وبيزنطة. الكنيسة مكرسة المسيح الضابط الكل، (Παντοκράτωρ باليونانية).
تقع الكنيسة على شارع ميسمبريا، بالقرب من مدخل البلدة القديمة لنيسيبار. في الوقت الحاضر، تضم معرضا فنيا لفنانين بلغاريين. كجزء من بلدة نيسبار القديمة، كنيسة المسيح الضابط الكل هي جزء من موقع التراث العالمي لليونسكو وقائمة 100 موقع سياحي في بلغاريا. منذ عام 1927، تم وضعها تحت حماية الدولة كمعلم تاريخي وطني، كما أدرجت كمعلم ثقافي ذا أهمية وطنية في بلغاريا في عام 1964.

## العمارة
صممت الكنيسة على النمط البيزنطي المتأخر «الصليب المقبب». شيدت من الحجارة والطوب باستخدام تقنية البناء المعروفة باسم  «العمل المختلط» (opus mixtum) أبعادها 16 * 6.9 متر.أو 16 * 6.70 متر أو 14.20 * 4.80 متر، بحسب المصدر تبلغ سماكة جدران الكنيسة 80 سم. يعطي لون الطوب الكنيسة مظهرا أحمرا.
تتخذ الكنيسة شكلا مستطيلا. مدخل صحن الكنيسة صغير، لكنه يقع فوق قبر من القرون الوسطى. هناك أربعة مداخل للكنيسة: اثنان يصلان إلى وسط الكنيسة من الجنوب والغرب، واثنان آخران للصحن من الغرب والشمال. محراب الكنيسة مكون من ثلاثة أجزاء صغيرة تتداخل مع بعضها البعض على شكل واحد. المذبح والدياكونيكون يقعان بالقرب من المحراب.
أما القبة، فهي ثمانية الشكل، وتقع في وسط الكنيسة. كانت مدعومة من قبل أربعة أعمدة (مدمرة حاليا) تقع تحتها مباشرة. برج الجرس كان قد بني فوق مدخل صحن الكنيسة، كما كانت العادة في هندسة الكنائس البيزنطية آنذاك، ويمتد من الهيكل الرئيسي مستطيل الشكل. برج الجرس في الأصل مستطيل إلا أنه الآن مدمر جزئيا. كانت طريق الوصول إليه من الجهة الجنوبية عن طريق درج حجري.

## الزخارف

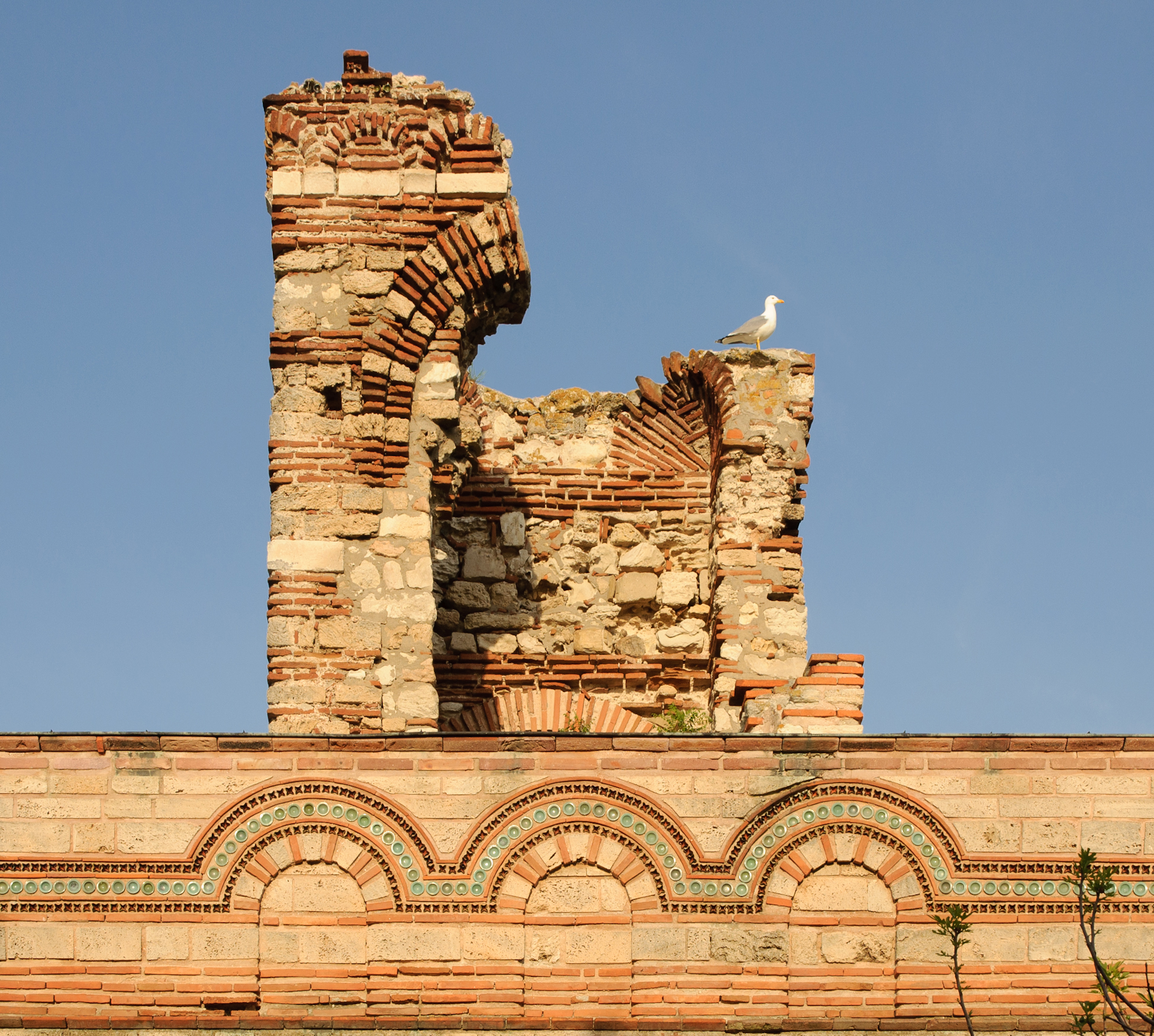
تفاصيل الواجهة الغربية.

تتميز كنيسة المسيح الضابط الكل بجدرانها الخارجية المزخرفة والملونة. أكثر جزء مزين من الكنيسة هو الجانب الشرقي التي يقع فيه المحراب،  وكل واجهة مزينة بشكل مميز. أبسط مظاهر الزينة هو الصفوف المتداخلة من الطوب والحجارة المنحوتة، والتي تشكل نمطا بصريا. الجدار الشرقي مزين بصفوف من الأقواس والزخارف النباتية رباعية الأوراق والمثلثات والسيراميك الفيروزي الدائري السيراميك ونقوش للصليب المعقوف. يشبه أوسترهاوت مظهر أروقة الكنيسة بالقناطر هذا الشكل كان قد استخدم في السابق في كنيسة جانلي كيليسي (Çanlı Kilise) في كبادوكيا بالقرب من آق سراي، تركيا. استخدام الصليب المعقوف في الزخرفة يعتبر غريبا لدى السياح. يفسر استخدام الصليب المعقوف في العصور الوسطى باعتباره رمزا للشمس.
يزدان الجداران الطويلان: الشمالي والجنوبي بأقواس من الطوب في الجزء الأسفل ونافذة كبيرة بجانب القبة على شكل قوس مع أعمدة في وسط كل منهما. هناك نوافذ فوق الأقواس على الواجهتين الشمالية والجنوبية. أما القبة، فهي مزينة بالسيراميك، وفيها ثمانية شبابيك، شباك لكل جانب. اللوحات الجدارية من العصور الوسطى تلفت على مر السنين، ولم يتبقى منها سوى بعض الفتات.